# Millennium City 1 Tower 1
La Millennium City 1 Tower 1 (創紀之城 1座) est un gratte-ciel de 138 mètres de hauteur situé à Hong Kong en Chine construit en 1998.
Il fait partie du complexe Millennium City comprenant un total de 6 immeubles.
L'immeuble a été conçu par l'agence de Hong Kong, P & T Architects & Engineers.